# Vähä-Kaskinen, Åbo
Vähä-Kaskinen är en ö i Finland. Den ligger i Skärgårdshavet och i kommunen Åbo i den ekonomiska regionen  Åbo ekonomiska region i landskapet Egentliga Finland, i den sydvästra delen av landet. Ön ligger nära Åbo och omkring 160 kilometer väster om Helsingfors. Vähä-
Öns area är 4,5 hektar och dess största längd är 290 meter i öst-västlig riktning. Runt Vähä-Kaskinen är det tätbefolkat, med 735 invånare per kvadratkilometer. Närmaste större samhälle är Åbo, 9,6 km öster om Vähä-Kaskinen.